# Kumi (district)
Pour les articles homonymes, voir Kumi.
Le district de Kumi est un district d'Ouganda. Sa capitale est Kumi.